# لهجة تعزية
اللهجة التَّعِزيَّة هي إحدى اللهجات اليمنية ويتكلم بها أبناء محافظة تعز.

## عن اللهجة
في اللهجة التَّعِزيَّة ينطق حرف الطاء تاءً، مثل: مَطْبَخ وتنطق مَتْبَخ، وفي بعض مناطق تَعَز تنطق السين صاداً، مثل: قَاسِم وتنطق قاصِم، وأيضاً يختلف النطق من حيث الحرف في الكلمة ففي بعض المناطق تقول العُزَيْق وفي مناطق أخرى تنطقها العُسَيْق وتعني الثَعْلَب وأيضاً كلمة ابْتَزَق وتنطق في بعض المناطق ابْتَسَق وتعني اقْتَطَع.

### سين الاستقبال
في اللهجة التَّعِزيَّة تنطق سين الاستقبال شيناً، مثل: سأعْمَل وتنطق شَعْمَل، سأشْتَري وتنطق شَشْتَري.

### تاء المُتَكَلِّم
في اللهجة التَّعِزيَّة تُمَدُّ الضمة الظاهرة في آخر تاء المتكلم حتى تصبح واواً، مثل: مَشَيتُ وتنطق مَشَيتو، قُلْتُ وتنطق قُلْتو.

### اختصارات
تتميز اللهجة التَّعِزيَّة بأن بها كلمات هي اختصارات لِجُمَل، مثل: مَشْتَقْدِرولَِنِحْناش وهي ما ستقدروا لنا نحن شيء وتعني لَنْ تقدروا على هزيمتنا، ومن الكلمات التي تختصر، مثل: ما عاش أي ما عاد شيء وتعني ما عاد يوجد شيء فتحذف الدال، ومثلها أيضاً في الحرف قَد فينطق قا بإبدال الدال ألِفَاً، مثل: قد قال وتنطق قا قال.

### أسماء الإشارة
- آذا، ذُوْه للمفرد المذكر.
- آذي، ذِيْه للمفرد المؤنث.
- آذُوْم، ذاهُم للجمع المذكر.
- آذِيْن، ذاهِن للجمع المؤنث.
- هِنِه، أَوْنَه للإشارة للمكان القريب.
- هِناك، أَوْناك للإشارة للمكان البعيد.

## كلماتٌ من اللهجة التَّعِزيَّة
| الكلمة | المعنى | أصل الكلمة         |
| ------ | ------ | ------------------ |
| سَكَى    | عَرَف    | تعزية              |
| فِيِسَع   | بِسُرْعَة  | تعزية              |
| قَصْعَة   | عُلْبَة   | عربية              |
| كُبَّة    | كُرَة    | تعزية              |
| مَشْفَر   | شِفاة   | عربية              |
| كَيْمَرَة  | كاميرا | إنجليزية - Camera  |
| بَيْتَري  | بطارية | إنجليزية - Battery |
| رَيْدِيو  | مِذْياع  | إنجليزية - Radio   |